# UC-1号潜艇
陛下之UC-1号艇是德意志帝国海军建造的UC-I型近岸布雷潜艇或称U艇的首艇。它由汉堡的伏尔铿船厂承建，于1915年4月26日下水，至同年5月7日交付使用。UC-1号是在第一次世界大战期间服役的329艘德国潜艇之一，曾参加过大西洋潜艇战。在其八十次布雷巡逻中，共致沉协约国或中立国的24艘商船（53249总吨）、5艘军舰（3067吨）和12艘辅助军舰（2620总吨）。1917年7月18日，UC-1号在尼乌波特附近失踪。据推测，它可能是撞上了英国人布设的水雷阵而沉没，艇内17名官兵全数阵亡。

## 设计
第一次世界大战爆发后，为配合欧洲大陆的战事，德意志帝国海军鱼雷监察局（Inspektion des Torpedowesens）于1914年9月向潜艇监察局（Inspektion des U-Bootwesens）提议，研制小型布雷潜艇用于在法国近岸水域实施水雷封锁。潜艇局随即完成了35A号工程的设计方案，即UC级潜艇。有别于同时代的大多数潜艇类别，该艇级的潜艇基本上采用单壳体；这意味着艇体全由耐压壳体构成，当中集成了用于下潜的潜水舱。这种结构类型是衍生自19世纪后期德国的第一艘实验性U艇，在当时实际上已显过时。
UC-1号是首批15艘亚型方案UC-I型的首艇。这个亚型是基于同时开发的近岸作业潜艇UB-I型发展而来，但体积略大，全长为33.99米，并有3.04米的吃水深度；舷宽则同样限定在3.15米，以满足铁路运输所要求的装载限界。其水上和水下排水量分别为168吨和183吨。艇只搭载有一台可在水上使用、功率为90匹公制馬力（66千瓦特）的戴姆勒制六缸四冲程柴油发动机，以及一台在水下使用、功率为175匹公制馬力（129千瓦特）的西门子-舒克特电动发电机；它们用以驱动一根单轴直径为1.08米长的三叶螺旋桨。该艇的潜航深度为50米。
UC-1号在水上的最高速度为6.2節（11.5每小時），在水下的最高航速则为5.22節（9.67每小時）。它可以5節（9.3每小時）的速度在水上巡航780海里（1,440），或以4節（7.4每小時）的速度在水下巡航50海里（93）。作为专用的布雷潜艇，该艇取消了鱼雷发射管，改为六具倾斜式水雷存储井，并可携带12枚UC120型水雷。布雷时只需将存储井底部的盖板打开，水雷便可凭借自身重量滑入水中。此外，在甲板上还配备有一挺8毫米口径机枪作为辅助武器。其标准船员编制为14名官兵。

## 历史
UC-1号是由国家海军办公室作为C项战时订单（Kriegsauftrag C）的一部分，于1914年11月23日向汉堡的伏尔铿船厂订购，建造编号为45。艇只于1917年4月26日下水，至同年5月7日在首任艇长、海军中尉埃贡·冯·维尔纳的指挥下正式交付使用。在维尔纳之后，还有7人相继担任过UC-1号的指挥官，其中包括后来晋升至纳粹德国海军总司令的瓦尔特·瓦热哈中尉（1917年1月8日－3月17日）。与同型的大多数姊妹艇一样，UC-1号在竣工后便通过铁路被运往泽布吕赫，于1917年6月下旬加入驻当地的佛兰德区舰队，成为海军佛兰德集团军的一份子。
在为期两年多的服役生涯中，UC-1号于七位不同艇长的指挥下完成79次布雷巡逻，成为继UC-6号（90次）和UC-10号（83次）之后，执行任务次数最多的德国U艇之一。在此期间，共有协约国或中立国的24艘商船（53249总吨）和12艘辅助军舰（2620总吨）因撞上UC-1号布设的水雷而沉没。仅在1916年，就有40339总吨的25艘船舶被击沉，使UC-1号成为当年取得战功第三多的布雷潜艇。此外，该艇还致沉了总排水量为3067吨的5艘军舰，分别为英国驱逐舰闪电号（320吨，1915年6月30日沉没）和祖鲁号（1027吨，1916年11月8日沉没）、法国鱼雷艇317号（100吨，1916年12月28日沉没），以及双双于1917年6月24日沉没的英国扫雷舰肯普顿号和雷德卡号（均为810吨）。
1917年7月18日，UC-1号从泽布吕赫启航，前往加来附近布设水雷。自这天起，该艇连同艇内的17名官兵便告失踪。据推测，它可能是在尼乌波特对开海面撞上了一个由150枚水雷组成的水雷阵中，该水雷阵是英国人于7月14日布设的。

## 袭击历史摘要
| 日期           | 船名            | 船籍         | 吨位  | 结局 |
| -------------- | --------------- | ------------ | ----- | ---- |
| 1915年6月30日  | 闪电号          | 英國皇家海軍 | 320   | 击沉 |
| 1915年7月14日  | 利姆号          | 挪威         | 1073  | 击沉 |
| 1915年7月15日  | 阿伽门农二号    | 英國皇家海軍 | 225   | 击沉 |
| 1915年7月30日  | 阿尔贝王子号    | 比利时       | 1820  | 击沉 |
| 1915年7月31日  | 加利西亚号      | 英国         | 5922  | 击伤 |
| 1915年8月8日   | 本·阿尔德纳号   | 英國皇家海軍 | 197   | 击沉 |
| 1915年8月14日  | 科里高地号      | 英国         | 7583  | 击伤 |
| 1915年9月9日   | 巴拉卡尼号      | 英国         | 3696  | 击沉 |
| 1915年10月22日 | 斯科特号        | 英國皇家海軍 | 288   | 击沉 |
| 1915年11月9日  | 艾琳号          | 英国         | 543   | 击沉 |
| 1915年11月27日 | 克拉尔号        | 英国         | 518   | 击沉 |
| 1915年12月3日  | 极星号          | 英國皇家海軍 | 278   | 击沉 |
| 1915年12月16日 | 利文湖号        | 英国         | 4844  | 击伤 |
| 1915年12月24日 | 钟琴号          | 英國皇家海軍 | 226   | 击沉 |
| 1915年12月24日 | 恩布拉号        | 英国         | 1172  | 击沉 |
| 1916年1月2日   | 格洛克里费号    | 英国         | 2211  | 击伤 |
| 1916年1月18日  | 赖因丹号        | 荷蘭         | 12527 | 击伤 |
| 1916年1月19日  | 莱奥维尔号      | 法國         | 775   | 击沉 |
| 1916年1月28日  | 珀斯号          | 挪威         | 3522  | 击伤 |
| 1916年1月30日  | 马斯代克号      | 荷蘭         | 3557  | 击沉 |
| 1916年2月11日  | 阿拉巴马号      | 挪威         | 891   | 击沉 |
| 1916年3月25日  | 迪夫兰号        | 荷蘭         | 1297  | 击沉 |
| 1916年3月27日  | 米德兰皇后号    | 英国         | 2224  | 击沉 |
| 1916年4月4日   | 本迪尤号        | 英国         | 3681  | 击沉 |
| 1916年4月12日  | 哥伦比亚号      | 荷蘭         | 5644  | 击伤 |
| 1916年4月20日  | 拿骚的路易斯号  | 荷蘭         | 3350  | 击沉 |
| 1916年5月2日   | 弗里德兰号      | 瑞典         | 4960  | 击伤 |
| 1916年5月26日  | 阿根廷人号      | 英国         | 6809  | 击沉 |
| 1916年6月18日  | 门迪比尔-门迪号 | 西班牙       | 4501  | 击沉 |
| 1916年6月26日  | 占星者号        | 英国         | 912   | 击沉 |
| 1916年6月26日  | 图盖拉号        | 英國皇家海軍 | 233   | 击沉 |
| 1916年6月28日  | 墨丘利号        | 英国         | 129   | 击沉 |
| 1916年6月30日  | 高呼者号        | 英國皇家海軍 | 302   | 击沉 |
| 1916年7月16日  | 中音号          | 英国         | 2266  | 击沉 |
| 1916年7月16日  | 摩普莎号        | 英国         | 885   | 击沉 |
| 1916年7月30日  | 克劳迪娅号      | 英国         | 1144  | 击沉 |
| 1916年8月11日  | F·斯托巴特号    | 英国         | 801   | 击沉 |
| 1916年8月23日  | 桦树号          | 英國皇家海軍 | 215   | 击沉 |
| 1916年8月27日  | 洋犁号          | 英國皇家海軍 | 99    | 击沉 |
| 1916年8月31日  | 晚香玉号        | 英國皇家海軍 | 67    | 击沉 |
| 1916年9月1日   | 莫德王后号      | 挪威         | 1102  | 击沉 |
| 1916年9月4日   | 杰西·努滕号     | 英國皇家海軍 | 187   | 击沉 |
| 1916年10月6日  | 兰泰尔纳号      | 英国         | 1685  | 击沉 |
| 1916年11月8日  | 祖鲁号          | 英國皇家海軍 | 1027  | 击沉 |
| 1916年12月28日 | 317号           | 法國國家海軍 | 100   | 击沉 |
| 1917年1月1日   | 萨塞克斯号      | 英国         | 5686  | 击伤 |
| 1917年1月15日  | 尼科尔森港号    | 英国         | 8418  | 击沉 |
| 1917年5月11日  | 布拉克林号      | 英國皇家海軍 | 303   | 击沉 |
| 1917年6月24日  | 肯普顿号        | 英國皇家海軍 | 810   | 击沉 |
| 1917年6月24日  | 雷德卡号        | 英國皇家海軍 | 810   | 击沉 |

## 脚注
1. ↑  Tarrant，第173頁.
2. 1 2 3  Helgason, Guðmundur. . German and Austrian U-boats of World War I - Kaiserliche Marine - Uboat.net.   [2009-02-20].
3. ↑  Gröner 1991，第30-31頁.
4. 1 2  Helgason, Guðmundur. . German and Austrian U-boats of World War I - Kaiserliche Marine - Uboat.net.   [2014-12-29].
5. ↑  Helgason, Guðmundur. . German and Austrian U-boats of World War I - Kaiserliche Marine - Uboat.net.   [2014-12-29].
6. ↑  Helgason, Guðmundur. . German and Austrian U-boats of World War I - Kaiserliche Marine - Uboat.net.   [2014-12-29].
7. 1 2  Helgason, Guðmundur. . German and Austrian U-boats of World War I - Kaiserliche Marine - Uboat.net.   [2014-12-29].
8. ↑  Helgason, Guðmundur. . German and Austrian U-boats of World War I - Kaiserliche Marine - Uboat.net.   [2014-12-29].
9. 1 2  Helgason, Guðmundur. . German and Austrian U-boats of World War I - Kaiserliche Marine - Uboat.net.   [2014-12-29].
10. ↑  Helgason, Guðmundur. . German and Austrian U-boats of World War I - Kaiserliche Marine - Uboat.net.   [2014-12-29].
11. ↑  陈进，第45頁.
12. 1 2 3  Gröner 1991，第30–31頁.
13. 1 2  陈进，第46頁.
14. ↑  Herzog，第139頁.
15. ↑  Herzog，第123–126頁.
16. ↑  Herzog，第61頁.
17. ↑  Herzog，第106頁.
18. ↑  Herzog，第121頁.
19. ↑  Kemp，第30頁.
20. ↑  Helgason, Guðmundur. . German and Austrian U-boats of World War I - Kaiserliche Marine - Uboat.net.   [2014-12-24].